# Danh sách nhân vật trong Anh hùng xạ điêu
Anh hùng xạ điêu là phần mở đầu trong bộ tiểu thuyết võ hiệp Xạ điêu tam bộ khúc của nhà văn Kim Dung. Trong truyện có nhiều nhân vật có tiểu sử riêng. Dưới đây là danh sách các nhân vật xuất hiện trong tiểu thuyết.

## Quách gia

### Quách Khiếu Thiên
Quách Khiếu Thiên (郭嘯天) là cha của nhân vật chính Quách Tĩnh. Ông là cháu nhiều đời của Trại Nhân Quý Quách Thịnh, một trong 108 anh hùng Lương Sơn Bạc trong tiểu thuyết Thủy Hử của nhà văn Thi Nại Am.

### Lý Bình
Lý Bình (李萍) là mẹ của nhân vật chính Quách Tĩnh, là vợ của Quách Khiếu Thiên.
Lai lịch của Lý Bình không rõ ràng, chỉ biết bà quê ở Lâm An, sau lấy Quách Khiếu Thiên làm chồng, cư trú tại Ngưu Gia Thôn. Sau khi vương gia nước Kim Hoàn Nhan Hồng Liệt tấn công nhà họ, bà bị Đoàn Thiên Đức bắt. Trên đường đi, bà trốn thoát, chạy đến Mông Cổ. Tại đây bà sinh ra Quách Tĩnh.
Hai mẹ con bà được Thành Cát Tư Hãn cứu giúp, cho ở trên lãnh địa của ông ta. Họ lần hồi nuôi nhau trên thảo nguyên Mông Cổ. Sau này, khi Thành Cát Tư Hãn muốn Quách Tĩnh đem quân tấn công Đại Tống đã âm mưu lấy bà làm sức ép. Bà không nghe theo, liền tự vẫn.

## Dương gia

### Dương Thiết Tâm
Dương Thiết Tâm (楊鐵心) còn có tên khác là Mục Dịch (穆易) là nhân vật trong tiểu thuyết võ hiệp Anh hùng xạ điêu của Kim Dung. Ông là cháu nhiều đời của danh tướng chống Kim Dương Tái Hưng. Dương Thiết Tâm thân hình cao lớn, mặt mũi trắng trẻo, tính tình hào sảng. Ông dùng một ngọn giáo dài thi triển võ thuật gia truyền Dương Gia Thương Pháp, cũng khá lợi hại. Dương Thiết Tâm là người Đại Tống, sau khi quân Kim đánh tiêu diệt Bắc Tống, ông chuyển xuống phương nam, sống tại Ngưu Gia thôn, gần phủ Lâm An. Ông kết nghĩa huynh đệ với một dũng sĩ là Quách Khiếu Thiên, lấy vợ là Bao Tích Nhược. Ông và Quách Khiếu Thiên hẹn ước, nếu cả hai cùng sinh con trai thì cho chúng kết làm huynh đệ, cùng sinh con gái cho kết làm tỷ muội, một trai một gái thì cho kết làm phu thê. 2 nhà hẹn ước bằng 2 con dao Quách - Dương. Sau vì vương gia nước Kim, Hoàn Nhan Hồng Liệt say mê nhan sắc vợ Dương Thiết Tâm nên mang quân đến tấn công nơi ở của họ. Ông bị thương nặng, may mà chạy thoát. Vợ chồng Dương Thiết Tâm lạc nhau từ đấy.
Dương Thiết Tâm sau khi dưỡng thương khoẻ lại, liền đổi tên là Mục Dịch (chữ Dương tách ra thành chữ Mộc và chữ Dịch, lại đổi chữ Mộc thành chữ Mục nên gọi là Mục Dịch), đi khắp thiên hạ để tìm tung tích vợ mình và vợ chồng Quách Khiếu Thiên. Ông nhận nuôi một bé gái mồ côi tên là Mục Niệm Từ làm con gái. Hơn mười năm bôn tẩu, khi Mục Niệm Từ đã lớn, ông cho dựng cờ tỷ võ chiêu thân (điều kiện là người đó phải ở tầm tuổi Quách Tĩnh lúc bấy giờ cốt là để tìm Quách Tĩnh thực hiện lời hẹn ước với Quách Khiếu Thiên năm xưa), ai hạ được Mục Niệm Từ, người đó sẽ thành chồng nàng. Mục Niệm Từ trong một lần vô tình, đã được Hồng Thất Công truyền cho chút võ nghệ nên đánh bại nàng cũng không dễ. Đến Trung đô của nước Đại Kim, Bắc Kinh, Hoàn Nhan Khang, con của Triệu vương Hoàn Nhan Hồng Liệt, bỗng xuất hiện, lên tham gia tỷ võ. Y đánh bại Mục Niệm Từ nhưng chỉ coi đó là trò đùa, nhất định không chịu lấy nàng làm vợ. Quách Tĩnh khi đó đi ngang qua, bất bình ra tay can thiệp. Hai người đánh nhau nửa ngày trời, sau Vương Xử Nhất xuất hiện mới can thiệp được.
Vì Quách Tĩnh trước sau cứ ép Hoàn Nhan Khang phải lấy Mục Niệm Từ, Hoàn Nhan Khang liền bắt hai cha con Mục Dịch, đem nhốt trong phủ của mình. Tại đây Dương Thiết Tâm phát hiện ra, vương phi cao quý và nhân hậu của Hoàn Nhan Hồng Liệt chính là nàng Bao Tích Nhược, vợ thân yêu của ông ngày xưa và Hoàn Nhan Khang chính là con ruột của mình, Dương Khang. Vợ chồng gặp nhau vô cùng mừng rỡ nhưng Hoàn Nhan Khang nhất định không nhận ông là cha ruột của y. Hai người trốn đi nhưng lại bị Hoàn Nhan Hồng Liệt truy đuổi. Cuối cùng hai người cùng nhau tự sát.

### Bao Tích Nhược
Bao Tích Nhược (包惜弱) là mẹ của Dương Khang, vợ của Dương Thiết Tâm và Hoàn Nhan Hồng Liệt. Bà là con một thầy đồ tư thục ở thôn Hồng Mai. Trong đời bà lấy hai người chồng: Người thứ nhất là Dương Thiết Tâm, người thứ hai là Hoàn Nhan Hồng Liệt. Dương Khang (hay Hoàn Nhan Khang) là con của bà với người chồng trước.
Bà thời trẻ nhan sắc vô cùng diễm lệ, lại có lòng nhân từ, hay cứu giúp người, động vật. Cái tên Tích Nhược của bà cũng là do cha bà căn cứ theo tính cách bà mà đặt ra.
Bà kết hôn với Dương Thiết Tâm ở thôn Ngưu Gia, được hai năm thì mang thai. Cùng lúc đó, bà cứu sống một người lạ mặt bị Khưu Xứ Cơ đánh trọng thương trước cửa nhà bà. Chẳng ngờ, kẻ đó chính là Hoàn Nhan Hồng Liệt, hoàng tử nước Kim. Thấy bà xinh đẹp, y chẳng những không trả ơn vợ chồng bà mà còn đưa quân đến tấn công họ, truy sát Dương Thiết Tâm còn với bà, y giả vờ nhân nghĩa, cứu bà khỏi đám quân lính. Bao Tích Nhược không biết rõ nội tình bên trong, lại nghĩ chồng đã chết, cuối cùng đành chấp nhận lấy Hoàn Nhan Hồng Liệt. Tại đây bà sinh hạ một đứa con trai, đặt tên là Hoàn Nhan Khang, thực ra đứa trẻ là con Dương Thiết Tâm.
Dù ở trong phủ vương gia nhưng bà vẫn không nguôi nhớ về chồng, quê hương cũ. Sau này, khi Dương Thiết Tâm bị bắt đến phủ vương gia, hai người nhận ra nhau, cùng nhau bỏ trốn. Quân Kim truy đuổi rất gấp, cùng đường, hai người tự vẫn.

### Mục Niệm Từ
Mục Niệm Từ (穆念慈) là một nhân vật phụ trong tiểu thuyết "Anh hùng xạ điêu", là con nuôi Dương Thiết Tâm, nghĩa muội và cũng là người tình của Dương Khang. Về võ học, cô từng được Hồng Thất Công chỉ giáo trong 3 ngày nên cũng không dễ bị đánh bại. Nàng là cô gái rất hiếu thuận, trọng đạo lý, biết sống trọn tình. Cha mẹ ruột của Mục Niệm Từ bị chết trong chiến tranh loạn lạc, cô được Dương Thiết Tâm cứu và đem về nuôi dưỡng cũng như dạy võ cho cô. Hai cha con đi mãi võ để sống, cũng là đi khắp giang hồ để tìm tung tích của mẹ con Dương Khang, Bao Tích Nhược, người đã bị Hoàn Nhan Hồng Liệt bắt đi năm xưa.
Hoàng Dung từng bắt cô phải thề không được lấy Tĩnh vì nghĩ cô thích chàng. Trong một lần tỷ võ chiêu thân, cô vô tình gặp được Dương Khang, anh là người duy nhất đã đánh bại được cô trong số những người muốn thử sức nhưng chỉ lấy một chiếc giày làm phần thưởng, Tĩnh ca ca bất bình, ra tay hiệp nghĩa, lần đó cũng là lúc bắt đầu cho mối tình giữa họ. Dương Khang có dung mạo tuấn mỹ, thông minh nhạy bén, khí chất trác tuyệt, luôn xuất hiện trong bộ đồ gấm lộng lẫy, quý giá. Thế nên, Mục Niệm Từ vốn theo cha nuôi đi khắp mọi nơi, gặp đủ loại người cũng phải thừa nhận: “Đi khắp 13 tỉnh, chưa từng gặp được người tuấn mỹ như thế“. Cũng bởi quá u mê Dương Khang mà cô gái mới lớn Mục Niệm Từ mới khổ vì tình. Vì người mình yêu, cô không quản lặn lội thân gái dặm trường, âm thầm theo sát bảo vệ cho người yêu. Thậm chí còn can đảm xông pha bao khó khăn để cứu Dương Khang. Y vốn trêu hoa ghẹo nguyệt, lúc đầu coi thường Niệm Từ là cô gái giang hồ hạ đẳng, chẳng xứng với hắn mặc dù Bao Tích Nhược thích phẩm hạnh hiền từ và tốt bụng của Mục cô nương, cố gắng vun đắp cho đôi trẻ.
Giữa lúc Dương Khang phát hiện bí mật thân thế của mình và suy sụp vô cùng thì chân tình của Mục Niệm Từ đã khiến y cảm động rồi yêu nàng, hứa sẽ cưới làm vợ. Điều làm y hạnh phúc nhất đó chính là được nhìn thấy cô cười nói vui vẻ. Người đẹp mà cười thì nụ cười càng đẹp và cô càng duyên dáng, quyến rũ biết bao nhiêu. Kết quả của cuộc tình này là một thai nhi đã thành hình trong đêm động phòng trên Thiết chưởng sơn. Trớ trêu thay, cha nuôi Dương Khang, Hoàn Nhan Hồng Liệt là người đã ép cha nuôi Mục Niệm Từ, cũng là cha ruột của Dương Khang phải chết. Trong lòng cô tuy hận mà yêu, cô nhiều lần mong Dương Khang có thể quay đầu với cha nuôi mình mà về với cô, nhưng dù thế nào, Hoàn Nhan Hồng Liệt đã có ơn dưỡng dục với Dương Khang suốt mấy năm trời, ông thật sự coi Dương Khang là con đẻ của mình, vì lẽ đó Dương Khang đã rất lúng túng không biết làm thế nào.
Đến cuối cùng Dương Khang cũng chưa thật sự đưa ra được 1 quyết định thì đã bị giết bởi chính mình khi anh cố ý ám hại Hoàng Dung. Sau khi Dương Khang mất, cô đành phải nuốt nước mắt vào trong, chịu đựng số phận đau đớn của người phụ nữ mất chồng. Con cô vô tội nhưng lớn lên phải chịu đựng sự chê cười của bạn bè, sống thiếu tình cảm của cha. Mục Niệm Từ đã bỏ đi một mình và cô chẳng còn thiết gì nữa mà dành hết tâm sức ra để mà nuôi đứa con còn quấn tã của cô với Dương Khang. Theo mong muốn của cô, đứa bé đã được Quách Tĩnh đặt tên là Dương Quá, và sau này, khác với cha của nó, đứa bé này đã trở thành một trong những người anh hùng của thời cổ, được anh hùng võ lâm xếp vào võ lâm ngũ tuyệt và mang danh hiệu Tây Cuồng Dương Quá.
Trong phiên bản đầu tiên trước khi sửa đổi năm 1980, Mục Niệm Từ có 1 kết cục hoàn toàn khác, cô không phải là mẹ của Dương Quá như bản hiện hành mà đó là  Tần Nam Cầm (秦南琴). Tần Nam Cầm quê gốc ở Giang Tây, sinh ra ở Quảng Đông, theo ông nội đi bắt rắn, sở hữu một con hỏa điểu, hai ông cháu từng được Quách Tĩnh cứu giúp, đồng thời Tần Nam Cầm cũng có tình cảm với Quách Tĩnh. Sau đó Tần Nam Cầm bị Cầu Thiên Nhẫn bắt đến núi Thiết Chưởng và bị Dương Khang làm nhục, sinh ra Dương Quá. Hai mẹ con nương tựa vào nhau cho đến khi Dương Quá 11 tuổi thì Tần Nam Cầm bị rắn cắn chết trong 1 lần đi bắt rắn quên không đem theo thuốc, Dương Quá phải về lấy nhưng khi quay lại thì đã không kịp, từ đó cậu mồ côi và lưu lạc giang hồ. Con hỏa điểu của Tần Nam Cầm trong phiên bản Thần Điêu Hiệp Lữ đầu tiên cũng là con vật mổ mù mắt của Lý Mạc Sầu. Sau này Kim Dung đã xóa bỏ tất cả các chi tiết liên quan đến nhân vật này với khoảng 15000 chữ và đổi chi tiết mẹ của Dương Quá thành Mục Niệm Từ.
Còn Mục Niệm Từ ở phiên bản đầu tiên thì đã tự sát chết cùng Dương Khang ở Miếu Thiết Thương, sau khi Dương Khang bị vạch trần âm mưu và trúng độc, cô đã dùng cây giáo mà Dương Thiết Tâm để lại và tự tử theo cùng.
- Tái hiện trong phim ảnh:

Mạnh Thu (phim Hồng Kông 1976),
Dương Phán Phán (phim Hồng Kông 1983),
Khâu Thục Nghi (phim Đài Loan 1988),
Quan Bảo Tuệ (phim Hồng Kông 1994),
Tưởng Cần Cần (phim Trung Quốc 2003),
Lưu Thi Thi (phim Trung Quốc 2008),Triệu Lệ Dĩnh (2014),
Mạnh Tử Nghĩa (phim Trung Quốc 2017),

## Nhà Kim

### Hoàn Nhan Hồng Liệt
Hoàn Nhan Hồng Liệt (完顏洪烈) là con thứ sáu của hoàng đế nước Kim, Chương Tông Hoàn Nhan Cảnh, được phong tước Triệu Vương. Khi y sinh ra, chính quyền nước Kim đã bước vào giai đoạn suy thoái, trong khi các bộ lạc Mông Cổ dần lớn mạnh dưới sự chỉ huy của Thiết Mộc Chân. Hoàn Nhan Hồng Liệt được coi như một trong những nhân tài cuối cùng của nước Kim. Y thông minh, tài trí, lắm mưu nhiều kế, luôn ôm mộng lên ngôi vua, thống nhất Trung Quốc. Đối nghịch hoàn toàn với anh trai y, Tam vương tử, Vinh vương Hoàn Nhan Hồng Hy.
Trong một lần đi sứ ở Nam Tống, y và quân đội bị Khưu Xứ Cơ đánh bại. Y bị thương nặng phải giả chết mới thoát nạn. Hoàn Nhan Hồng Liệt được vợ Dương Thiết Tâm, Bao Tích Nhược cứu sống, chăm sóc cho khỏi bệnh. Say mê nhan sắc của nàng, sau khi lành bệnh, y lại đem quân tấn công nơi ở của các ân nhân mình, giết chết Quách Khiếu Thiên, làm vợ chồng họ Dương lạc nhau. Tiếp đó y lại dụ dỗ, lấy Bao Tích Nhược làm vợ.
Tại nước Kim, Bao Tích Nhược sinh ra Dương Khang. Dù biết đó không phải con mình nhưng y vẫn rất yêu quý Khang, đặt tên cậu là Hoàn Nhan Khang. Cặp cha con này rất tâm đầu ý hợp trong việc bàn mưu tính kế, cùng nhau toan tính tiêu diệt các cao thủ võ lâm, tấn công Đại Tống. Chúng̣ lần lượt mời các cao thủ như Sa Thông Thiên, Hầu Thông Hải, Bành Liên Hổ, Linh Trí thượng nhân, Lương Tử Ông, Âu Dương Khắc tới bàn bạc về việc này. Y nhanh chóng trở thành kẻ thù của Mông Cổ cũng như Đại Tống. Tuy nhiên, nhờ có Khang phò tá mà Hoàn Nhan luôn luôn thoát.
Sau khi Khang chết, Hoàn Nhan Hồng Liệt dần trở nên suy yếu. Hắn đi sứ tới Hoa Thích Tử Mô, khuyên nhà vua chống quân Mông Cổ. Thành Cát Tư Hãn cùng Quách Tĩnh tấn công nước này, bắt được. Hoàn Nhan Hồng Liệt bị Thành Cát Tư Hãn xử trảm.
- Trong Phim:

Trịnh Lôi (1976),
Lưu Giang (1983),
Tạ Bình Nam (1988),
Vương Vĩ (1994),
Bảo Đại Chí (2003),
Quách Lượng (2008),
Tống Phong Nham (2017),

### Hoàn Nhan Hồng Hy
Hoàn Nhan Hồng Hy (完顏洪熙) là con trai thứ ba của hoàng đế nước Kim, Chương Tông Hoàn Nhan Cảnh, được phong tước Vinh Vương. Khi y sinh ra, chính quyền nước Kim đã bước vào giai đoạn suy thoái, trong khi các bộ lạc Mông Cổ dần lớn mạnh dưới sự chỉ huy của Thiết Mộc Chân. Trước đây, y đã từng yêu và muốn chiếm đoạt Phùng Hành nhưng đã bị Hoàng Dược Sư đả thương.
Tuy vậy khác với em trai Hoàn Nhan Hồng Liệt, Hoàn Nhan Hồng Hy không hề lo lắng tới chính sự, y chỉ ham ăn chơi hưởng lạc, sống rất xa xỉ.
Hoàn Nhan Hồng Hy xuất hiện khi cùng em trai tới Mông Cổ để phong tước cho Vương Hãn và Thiết Mộc Chân. Y tỏ ra là một kẻ hống hách, ngu xuẩn, cậy tiền, cậy thế, coi thường người khác nhưng cũng rất hèn nhát mỗi khi gặp việc nguy hiểm. Y đã từng bị cậu bé Quách Tĩnh ném tiền vào mặt khi định dùng tiền để hạ nhục những đứa trẻ Mông Cổ.
Kết cục cuộc đời của Hoàn Nhan Hồng Hy ra sao, Kim Dung không kể rõ.

### Đồng minh của Hoàn Nhan Hồng Liệt
- Sa Thông Thiên (沙通天) ngoại hiệu là Quỷ Môn Long Vương (鬼門龍王) là một cao thủ sông Hoàng Hà. Ông là một người bị hói, không còn một sợi tóc trên đầu và mắt có sợi tơ hồng. Ông là một người rất giỏi chiến đấu dưới nước và vũ khí là một mái chèo bằng sắt. Cánh tay trái của ông bị Bành Liên Hổ cắt cụt sau khi bị nhiễm chất độc lúc cố gắng cứu Dương Khang đang hấp hối. Ông phản bội Hoàn Nhan Hồng Liệt ở gần cuối cuốn tiểu thuyết. Đến cuối cùng bị Chu Bá Thông bắt nhốt trong cung Trùng Dương của phái Toàn Chân. Bị đánh gãy chân trái trước khi có thể trốn thoát khỏi núi Chung Nam khi quân Mông Cổ tấn công ở bộ Thần điêu đại hiệp.
- Hầu Thông Hải (侯通海) ngoại hiệu là Tam Đầu Giao (三頭蛟) là một cao thủ sông Hoàng Hà và là huynh đệ của Sa Thông Thiên. Khoảng bốn mươi tuổi, sắc mặt xanh mét và gầy gò, hai má cực dài, trên trán có ba khối u sưng to. Vũ khí của ông là một cái nĩa 3 ngạnh bằng sắt. Đến cuối cùng bị Chu Bá Thông bắt nhốt trong cung Trùng Dương của phái Toàn Chân. Bị đánh gãy chân trái và mù cả hai mắt trước khi có thể trốn thoát khỏi núi Chung Nam khi quân Mông Cổ tấn công ở bộ Thần điêu đại hiệp vì ác tính khó bỏ, đã cùng Bành Liên Hổ và Linh Trí Thượng Nhân giết một số đệ tử phái Toàn Chân, chỉ có Sa Thông Thiên không tham gia nên còn nguyên đôi mắt.
- Bành Liên Hổ (彭連虎) ngoại hiệu là Thiên Thủ Nhân Đồ (千手人屠) là một tên trộm giết người không chớp mắt, thường hay sử dụng ám khí vì nhãn lực nhạy bén. Ông là người nhanh nhẹn và mưu mô, khá nổi tiếng tại vùng sông Hoàng Hà thậm chí ông còn rất thân thiết với Sa Thông Thiên, hai người thường giúp đỡ nhau và làm nên chuyện lớn mà không cần vốn. Vũ khí của ông là một đôi bút sắt. Ông là người hạ độc Mã Ngọc trong một trận đánh. Đến cuối cùng bị Chu Bá Thông bắt nhốt trong cung Trùng Dương của phái Toàn Chân. Bị đánh gãy chân trái và mù cả hai mắt trước khi có thể trốn thoát khỏi núi Chung Nam khi quân Mông Cổ tấn công ở bộ Thần điêu đại hiệp.
- Linh Trí Thượng Nhân (靈智上人) ngoại hiệu là Ngũ Chỉ Bí Đao (五指秘刀) là một bậc thầy của Phật giáo Mật tông Tây Tạng. Ông mặc một chiếc áo choàng màu đỏ và một chiếc mũ lưỡi trai nhọn màu vàng, thân hình cực kỳ vạm vỡ. Trong lần Vương Xứ Nhất cùng Quách Tĩnh và Hoàng Dung tới dự tiệc ở Triệu vương phủ, ông đã hạ độc Vương Xứ Nhất tuy nhiên cũng bị Vương Xứ Nhất làm cho bị thương. Vũ khí là một đôi chũm chọe lớn. Đến cuối cùng bị Chu Bá Thông bắt nhốt trong cung Trùng Dương của phái Toàn Chân. Bị đánh gãy chân trái và mù cả hai mắt trước khi có thể trốn thoát khỏi núi Chung Nam khi quân Mông Cổ tấn công ở bộ Thần điêu đại hiệp.
- Lương Tử Ông (梁子翁) ngoại hiệu là Sâm Tiên Lão Quái (參仙老怪) là một cao thủ của núi Trường Bạch. Võ công lợi hại nhất là Liêu Đông Dã Hồ Quyền. Ông có thân hình trung bình, với mái tóc trắng bạc như trẻ thơ, nước da rạng rỡ và một vẻ ngoài đầy sức sống. Ông có nuôi một con rắn cực độc hiếm có bằng thuốc để tăng công lực của cơ thể. Trong khi Quách Hoàng trở lại Triệu vương phủ lấy thuốc giải độc cho Vương Xứ Nhất. Ông định dùng con rắn cắn chết Quách Tĩnh nhưng lại bị Quách Tĩnh hút hết máu rắn. Đến cuối truyện, khi đang lên Hoa Sơn, thấy Quách Tĩnh đang bơ phờ, ông lao tới định hút máu Quách Tĩnh vì nghĩ rằng máu đó có chứa máu của con rắn nhưng vô tình bị Quách Tĩnh đánh một chưởng rơi xuống vực sâu vạn trượng, chết mất xác.
- Hoàng Hà Tứ Quỷ (黃河四鬼) là nhóm 4 đệ tử của Sa Thông Thiên chuyên hoành hành ở sông Hoàng Hà. Luôn bị Sa Thông Thiên chửi mắng, đánh đập vì chỉ học được 30% võ công của sư phụ. Cả bốn người đều có võ công trung bình và tâm tư không mấy sáng sủa, họ đã bị Hoàng Dung trêu chọc nhiều lần. Về sau theo sư phụ đi theo Hoàn Nhan Hồng Liệt.
  - Thẩm Thanh Cương (沈青剛) ngoại hiệu là Đoạn Hồn Đao (斷魂刀) bị đánh bại bởi Quách Tĩnh và Giang Nam thất quái, không rõ kết cục.
  - Ngô Thanh Liệt (吳青烈) ngoại hiệu là Truy Mệnh Thương (追命槍) bị đánh bại bởi Quách Tĩnh và Giang Nam thất quái, không rõ kết cục.
  - Mã Thanh Hùng (馬青雄) ngoại hiệu là Đoạt Phách Tiên (奪魄鞭) bị giết bởi con trai của Lục Thừa Phong, Lục Quán Anh, khi đang định ám sát Quách Tĩnh tại Quy Vân trang.
  - Tiền Thanh Kiện (錢青健) ngoại hiệu là Táng Môn Phủ (喪門斧) bị giết bởi Giang Nam thất quái trong trướng (doanh trại) của Mông Cổ khi đang định ám sát Quách Tĩnh.

## Mông Cổ

### Thành Cát Tư Hãn
Thành Cát Tư Hãn (成吉思汗) là một Khả Hãn Mông Cổ, tên thật là Thiết Mộc Chân (鐵木真). Trong thời điểm diễn ra cuộc tranh giành thế lực giữa các Hãn Mông Cổ, ông là người đã tiêu diệt được Trát Mộc Hợp và Vương Hãn, thống nhất các bộ lạc Mông Cổ và được suy tôn làm Thành Cát Tư Hãn. Ông cũng là người cưu mang mẹ con Lý Bình - Quách Tĩnh khi họ chạy trốn tới đại mạc Mông Cổ. Quách Tĩnh từng lập nhiều công lao cho Thành Cát Tư Hãn, được Đại Hãn yêu quý và hứa gả con gái là Hoa Tranh, phong làm Kim đao phò mã. Thế nhưng cuối cùng Quách Tĩnh đã chọn Hoàng Dung làm người tri kỷ. Sau đó, vì muốn bắt ép Quách Tĩnh phải Nam chinh đi đánh Tống nên đã dùng Lý Bình, mẹ chàng làm con tin nhưng không thành khi bà tự sát để bảo toàn khí tiết. Khi Thành Cát Tư Hãn xâm lược Nam Tống, Quách Tĩnh đã tới thành Tương Dương chống lại quân Mông Cổ. Sau đó chàng và Hoàng Dung về đại mạc vĩnh biệt ông. Trong truyện, Thành Cát Tư Hãn mất sau khi nói chuyện với Quách Tĩnh trên thảo nguyên.
- Trong phim:

Lăng Hán (1976),
Tần Bái (1983),
Lý Chí Kiên (1988),
Lưu Giang (1994),
Ba Sâm (2003),
Ba Âm (2008),
Trịnh Bân Huy (2017),

### Triết Biệt
Triết Biệt (哲別) vốn thuộc bộ lạc Tần Diệc Xích Ngột (泰亦赤兀). Khi bộ lạc của ông bị diệt, ông đã được cậu bé Quách Tĩnh cứu. Ông nổi tiếng với tài bắn tên bách phát bách trúng. Là sư phụ dạy thuật bắn cung tên và cách chiến đấu trên lưng ngựa cho Quách Tĩnh. Ông cũng là một trong "tứ khuyển" (四獒), "tứ cẩu" (四狗) hay tứ dũng, tứ tiết theo cách gọi thân mật mà Thành Cát Tư Hãn đặt cho tứ đại dũng sĩ của thảo nguyên Mông Cổ.

### Đà Lôi
Đà Lôi (拖雷) là con trai út của Thành Cát Tư Hãn và khi còn nhỏ đã kết nghĩa an đáp (安達,"huynh đệ") với nhân vật chính Quách Tĩnh. Ông cũng là người đầu tiên đem quân tấn công thành Tương Dương nhưng do Thành Cát Tư Hãn đột nhiên ốm nặng nên đành rút quân về.

### Hoa Tranh công chúa
Công Chúa Hoa Tranh (華箏) là một nhân vật phụ trong truyện anh hùng xạ điêu của Kim Dung. Nàng là con gái út của Thành Cát Tư Hãn và Quang Hiếu Hoàng Hậu Bột Nhĩ Thiếp.
Nàng khi nhỏ lớn lên từ sa mạc nên bắn cung khá giỏi, tính nết thì kiêu ngạo. Nàng làm bạn của Quách Tĩnh từ thuở niên thiếu cũng như anh trai Đà Lôi của nàng. Năm Quách Tĩnh 18 tuổi, do lập công nhiều nên được Thành Cát Tư Hãn quý mến và muốn gả công chúa Hoa Tranh cho chàng phong chàng làm Kim Đao Phò mã. Nhưng vì Quách Tĩnh còn phải trả thù cho cha và cuộc hẹn 18 năm nên cuộc hứa hôn tạm hoãn. Công chúa Hoa Tranh rất yêu Quách Tĩnh nhưng chàng thì chỉ coi nàng là như là muội muội và sau này lại yêu quý Hoàng Dung và hình bóng nàng dần dần phai nhạt.
Khi đến Ngưu Gia Thôn gặp Dương Khang và Dương Khang bịa đặt là Quách Tĩnh đã bị Đông Tà Hoàng Dược Sư giết chết nên rất đau buồn và liều mình tự vẫn may là được Đà Lôi ngăn lại. Sau đó nàng gặp lại Quách Tĩnh. Hoàng Dược Sư tức giận bảo chàng phải giết Hoa Tranh nhưng chàng suy đi nghĩ  lại thấy đại trượng phu đã hứa là làm thì thề cưới Hoa Tranh. Hoàng Dược Sư ra tay muốn giết nàng nhưng nàng được Hoàng Dung cứu giúp. Sau này ở Mông Cổ vì biết Quách Tĩnh cùng Lý Bình sắp về Nam, vì muốn giữ chàng ở lại, nàng đã báo cho Thành Cát Tư Hãn biết mẹ con họ đã mở mật lệnh cẩm nang mà cha nàng đã giao cho Quách Tĩnh.
Thành Cát Tư Hãn mang Lý Bình ra ép Quách Tĩnh phải nhận đi đánh Đại Tống, Lý Bình không chịu nghe theo và đã tự vẫn. Quách Tĩnh được Đà Lôi và Triết Biệt tha cho bỏ về Trung Nguyên và theo Hoàng Dung. Khi quân Mông Cổ chuẩn bị tấn công thành Tương Dương vì biết chàng tận trung vì nước nên đã liều chết báo tin. Sau này nàng về Tây Vực sống cùng huynh trưởng Truật Xích ở Tây Vực. Còn Quách Tĩnh thì sau này lấy Hoàng Dung sinh được ba người con là Quách Phù, Quách Tương và Quách Phá Lỗ.
- Trong phim:

Lâm Hân Hân (1976),
Huỳnh Tạo Thời (1983),
Tiển Hoán Trinh (1988),
Trần Bội San (1994),
A Tư Như (2003),
Tạ Na (2008),
Đại Văn Văn (2017),

### 3 người con trưởng của Thành Cát Tư Hãn
- Truật Xích (朮赤) là con trai trưởng của đại hãn Mông Cổ Thành Cát Tư Hãn. Được mô tả là con người tài ba đảm lược đồng thời cũng tàn bạo, nham hiểm, từng có ý định giết Quách Tĩnh nhưng bất thành. Kim Dung cũng mượn lời nhân vật Hoa Tranh để lý giải phần nào về việc Thiết Mộc Chân không truyền ngôi cho Truật Xích.
- Sát Hợp Đài (察合台) là con trai thứ hai của Thành Cát Tư Hãn.
- Oa Khoát Đài (窩闊台) là con trai thứ ba của Thành Cát Tư Hãn.

### Tướng lĩnh của Thành Cát Tư Hãn
- Mộc Hoa Lê (木華黎) là một trong tứ kiệt của Thành Cát Tư Hãn (gồm có bốn chiến binh có sức mạnh và đồng thời là bốn vị chiến tướng anh dũng, thiện chiến trên chiến trường).
- Xích Lão Ôn (赤老溫) là một trong tứ kiệt của Thành Cát Tư Hãn
- Bác Nhĩ Truật (博爾朮) là một trong tứ kiệt của Thành Cát Tư Hãn
- Bác Nhĩ Hốt (博爾忽) là một trong tứ kiệt của Thành Cát Tư Hãn. Là người đã quay trở lại cứu Hồng Thất Công, Quách Tĩnh, Hoàng Dung, Hoa Tranh và những người khác khi bị Dương Khang và Âu Dương Phong bắt.
- Giả Lặc Mễ (者勒蔑) là một trong tứ khuyển của Thành Cát Tư Hãn
- Hốt Tất Lai (忽必来) là một trong tứ khuyển của Thành Cát Tư Hãn
- Tốc Bất Đài (速不台) là một trong tứ khuyển của Thành Cát Tư Hãn
- Hốt Đô Hổ (忽都虎) là một tướng lĩnh dưới trướng Thành Cát Tư Hãn

### Đối thủ của Thành Cát Tư Hãn
- Trát Mộc Hợp (札木合) là an đáp đồng minh của Thành Cát Tư Hãn nhưng về sau vì tranh giành quyền lực nên đã trở thành kẻ thù số 1 đối đầu với Thành Cát Tư Hãn.
- Vương Hãn (王罕) tên thật là Thoát Lý hay Thoát Oát Lân, là an đáp với cha của Thành Cát Tư Hãn và là một cựu đồng minh của Thành Cát Tư Hãn và Trát Mộc Hợp. Về sau ông về phe Trát Mộc Hợp trong cuộc chiến chống lại Thành Cát Tư Hãn.
- Tang Côn  (桑昆) là con trai của Vương Hãn.
- Đô Sử (都史) là con trai của Tang Côn và là vị hôn phu ban đầu của Hoa Tranh công chúa.

## Giang Nam Thất Quái

### Kha Trấn Ác
Kha Trấn Ác (柯鎮惡) ngoại hiệu là Phi Thiên Biển Bức (飛天蝙蝠,"con dơi") là nhân vật trong bộ tiểu thuyết Anh hùng xạ điêu và Thần điêu hiệp lữ của nhà văn Kim Dung. Kha Trấn Ác là người đứng đầu nhóm Giang Nam thất quái nổi tiếng trên giang hồ thời bấy giờ và là đại sư phụ của Quách Tĩnh. Ông là em ruột của Phi thiên thần long Kha Tịch Tà. Trước đây hai anh em giao chiến với vợ chồng Hắc phong song sát Trần Huyền Phong, Mai Siêu Phong. Hai người địch không lại đôi vợ chồng này. Kha Tịch Tà bị giết còn Kha Trấn Ác bị đánh mù mắt. Vì vậy đối với Kha Trấn Ác, cặp vợ chồng Đồng Thi - Thiết Thi là kẻ thù số một.
Là người đứng đầu, cũng là người nhiều tuổi nhất trong Giang Nam thất quái. Ông tính tình cổ hũ, nóng vội, không biết xét trước sau. Nhiều lần vì sự nóng vội của ông ta mà gây ra chuyện hiểu lầm. Kha Trấn Ác bị mù do trận chiến đấu với Hắc phong song sát. Tuy vậy ông có tai thính và giỏi về ném phi tiêu và sử dụng tốt quyền trượng. Ông sử một cây quải trượng bằng sắt nặng và ám khí độc lăng. Võ công của Kha Trấn Ác mạnh mẽ, hơi độc ác và khá lợi hại. Công phu nổi tiếng nhất của ông là Phục Ma Trượng Pháp.
Sau khi thất bại trong cuộc cá độ với Khưu Xứ Cơ, Kha Trấn Ác và giang nam thất quái lên phía bắc đến Mông Cổ để tìm con của Quách Khiếu Thiên. Tại đây, nhóm người này đã gặp Quách Tĩnh và nhận cậu làm đồ đệ. Kha Trấn Ác là đại sư phụ của Quách Tĩnh. Với mong muốn Quách Tĩnh học võ thật giỏi để thắng trong cuộc tỉ võ với truyền nhân của Dương Thiết Tâm do Khưu Xứ Cơ dạy, ông đã bắt Quách Tĩnh tập luyện khổ cực, nhưng 5 người đàn em của ông huấn luyện sai phương pháp cộng với tư chất khờ khạo của Quách Tĩnh nên kết quả không khả quan. Kha Trấn Ác từng có hiểu lầm với Hoàng Dung xung quanh vụ việc Giang nam thất quái bị Âu Dương Phong giết chết và giàn cảnh đổ vạ cho Hoàng Dược Sư, sau đó hiểu lầm được giải tỏa và mối quan hệ giữa hai người tốt hơn.
Đặc biệt là cả Hoàng Dung và Kha Trấn Ác có điểm giống nhau là đều có thành kiến với Dương Quá vì anh là con của Dương Khang. Kha Trấn Ác nhanh chóng nhận ra Dương Quá biết sử dụng Cáp Mô Công (vốn là tuyệt kỹ của riêng Âu Dương Phong), còn Hoàng Dung thấy tướng mạo Dương Quá giống hệt Dương Khang.
- Trong phim:

Ôn Tuyền (1976),
Giang Nghị (1983),
Mao Tĩnh Thuận (1988),
Giang Nghị (1994),
Lưu Lập Vĩ (2003),
Đặng Lập Dân (2008),
Vương Khuê Vinh (2017),

### Chu Thông
Chu Thông (朱聰) ngoại hiệu là Diệu Thủ Thư Sinh (妙手書生) là người đứng thứ hai trong Giang Nam thất quái. Chu Thông tinh thông sách vở, nhiều mưu mẹo, am hiểu chuyện đời. Chu Thông thường ăn mặc như một gã học trò nghèo, dùng quạt làm vũ khí. Không phải là nhân vật có võ công tốt, nhưng công phu Diệu Thủ Không Không của Chu Thông thì khắp thiên hạ không ai sánh kịp. Ông có thể lấy đồ trong người của bất kỳ ai dù võ công cao đến đâu mà địch nhân không hề hay biết. Ông còn nổi tiếng với công phu Phân Cân Thác Cốt Thủ chuyên dùng để đối phó Cửu Âm Bạch Cốt Trảo của Mai Siêu Phong và Không Không Quyền.

### Hàn Bảo Câu
Hàn Bảo Câu (韓寶駒) ngoại hiệu là Mã Vương Thần (馬王神), là người đứng thứ ba trong Giang Nam thất quái. Ông là người nóng nảy, võ công không có gì đặc sắc nhưng luôn muốn dùng vũ lực để giải quyết mọi việc. Ông sử dụng nhuyễn tiên làm vũ khí. Tài cưỡi ngựa và điều khiển ngựa của ông khó ai sánh kịp nên mới có biệt danh là Mã vương thần. Công phu lợi hại nhất của ông là Kim Long Tiên Pháp, Địa Đàng Tiên Pháp và Uyên Ương Liên Hoàn Thối.

### Nam Hi Nhân
Nam Hi Nhân (南希仁) ngoại hiệu là Nam Sơn Tiều Tử (南山樵子), là người đứng thứ tư trong Giang Nam thất quái. Ông xuất thân là một tiều phu, sử dụng đòn gánh làm vũ khí. Võ công của ông không có gì đặc biệt nhưng có sức chịu đựng khá kiên cường. Ông là người trầm ngâm, ít nói nhưng cũng rất tâm lý. Công phu lợi hại nhất của ông là Nam Sơn Đao Pháp, Khai Sơn Chưởng Pháp và Nam Sơn Chưởng Pháp.

### Trương A Sinh
Trương A Sinh (張阿生) ngoại hiệu là Tiếu Di Đà (笑彌陀), là người đứng thứ năm trong Giang Nam thất quái. Ông to lớn vạm vỡ, bụng phệ, trông như một tên đồ tể. Ông xuất thân là người mổ lợn và dùng một con dao mổ lợn làm vũ khí. Ông có tính tình thuần hậu, ngốc nghếch và rất nghĩa hiệp. Võ công của ông không có gì đặc biệt, chủ yếu dựa vào sức mạnh cơ bắp. Ông có tình ý với Hàn Tiểu Oanh. Công phu nổi tiếng nhất của ông là Thiết Bố Sam.

### Toàn Kim Phát
Toàn Kim Phát (全金發) ngoại hiệu là Náo Thị Hiệp Ẩn (鬧市俠隱), là người đứng thứ sáu trong Giang Nam thất quái. Ông xuất thân là một người đi buôn, sử dụng một cán cân làm binh khí. Võ công của ông cũng bình thường. Ông am hiểu chuyện buôn bán nên thường có xu hướng tính toán mọi chuyện theo hướng có nhiều lợi nhất. Công phu lợi hại nhất của ông chính là Hô Diên Thương Pháp.

### Hàn Tiểu Oanh
Hàn Tiểu Oanh (韓小瑩) ngoại hiệu là Việt Nữ Kiếm (越女劍), là người nhỏ tuổi nhất trong Giang Nam thất quái. Khi còn trẻ bà là một mỹ nhân có phong thái rất riêng. Bà xuất thân làm nghề chài lưới, tính tình hiền hậu và rất chung thủy trong tình yêu với Trương A Sinh. Võ công của bà không cao, chủ yếu dựa vào chiêu số và khinh công mau lẹ. Công phu lợi hại nhất của bà là Việt Nữ Kiếm Pháp. Để không bị thất truyền, Quách Tĩnh đã truyền dạy bộ môn này cho con gái của ông, cũng như để tưởng nhớ sư phụ Hàn Tiểu Oanh đã mất.
- Trong phim:

Trương Tịnh Nghi (1976),
Ban Ban (1983),
Từ Nhược Hoa (1988),
Trần An Doanh (1994),
Triệu Phong (2003),
Hà Tư Dung (2008),
Tiêu Nhân (2017),

## Toàn Chân giáo

### Toàn Chân thất tử
- Mã Ngọc (馬鈺) đạo hiệu là Đan Dương Tử (丹陽子) là đại đệ tử của sư tổ Vương Trùng Dương và là chưởng giáo thứ hai của Toàn Chân giáo. Ông là người đã truyền nội công tâm pháp Kim Diên Công của phái Toàn Chân cho Quách Tĩnh trong 2 năm giúp anh có được những tiến bộ vượt bậc so với khoảng thời gian dậm chân tại chỗ và không mấy tiến bộ khi học võ của Giang Nam thất quái. Khi kết thúc bộ Anh Hùng Xạ Điêu, ông về ở ẩn và không can dự đến Trùng Dương Cung.
- Khưu Xứ Cơ (丘处机) đạo hiệu là Trường Xuân Tử (長春子) là nhị đệ tử của Vương Trùng Dương và là người có võ công cao nhất trong Toàn Chân thất tử. Ông là sư phụ đầu tiên của Dương Khang, mong muốn Dương Khang sẽ thắng Quách Tĩnh trong cuộc đấu tại lầu Yên Vũ (phủ Gia Hưng). Nhưng khi thấy Dương Khang nhận giặc làm cha, ông đã chấp nhận chịu thua trong cuộc đánh cược với Giang Nam thất quái.
- Vương Xứ Nhất (王處一) đạo hiệu là Ngọc Dương Tử (玉陽子) là tam đệ tử của Vương Trùng Dương mặc đạo bào màu xám, tay cầm cọ, lông mày dài, dưới cằm có ba chòm râu đen thưa thớt, đi tất trắng và giày xám, quần áo chỉnh tề. Ông còn được mệnh danh là Thiết Cước Tiên (铁脚先) do trong một lần cá cược, ông chỉ dùng một chân nhưng vẫn đứng vững nơi vực sâu khiến những ông trùm vùng Hà Bắc và Sơn Đông phải khâm phục.
- Đàm Xứ Đoan (譚處端) đạo hiệu là Trường Chân Tử (長真子) là tứ đệ tử của Vương Trùng Dương. Khi đang cùng sáu người bao vây Hoàng Dược Sư và Mai Siêu Phong để trả thù cho Chu Bá Thông vì hiểu lầm, trong lúc giao đấu ông bị trúng chưởng Cáp Mô Công của Tây Độc Âu Dương Phong và chết. Căn cứ vào mốc thời gian mà câu chuyện đặt ra, người ta ước tính rằng thời điểm đó là vào khoảng năm Gia Định thứ 9 của triều đại Nam Tống (1217), lâu hơn ba mươi năm so với thời điểm chết được ghi trong sử sách.
- Lưu Xứ Huyền (劉處玄) đạo hiệu là Trường Sinh Tử (長生子) là ngũ đệ tử của Vương Trùng Dương. Trong tiểu thuyết nhân vật này thường xuất hiện cùng với 6 người nhưng không nhiều. Khi Chu Bá Thông, Âu Dương Phong và Hoàng Dược Sư thi khinh công, ông cùng Đàm Xứ Đoan và Hác Đại Thông đuổi theo nhưng Hác Đại Thông cước lực kém nên về đầu tiên, ông chạy thêm một đoạn dài nhưng rốt cuộc cũng không đuổi kịp, chỉ còn có Đàm Xứ Đoan đuổi theo.
- Hác Đại Thông (郝大通) đạo hiệu là Quảng Ninh Tử (廣寧子) là lục đệ tử của Vương Trùng Dương. Trong tiểu thuyết nhân vật này thường xuất hiện cùng với 6 người nhưng không nhiều. Nguyên trước khi xuất gia Hác Đại Thông là người giàu có bậc nhất ở châu Ninh Hải Sơn Đông, tinh thông Dịch lý, lấy việc bói toán làm trò vui. Ông to béo cao lớn, tướng mạo như hoạn quan, hai tay áo đạo bào đều cắt một nửa lên tới khuỷu tay.
- Tôn Bất Nhị (孫不二) đạo hiệu là Thanh Tịnh Tản Nhân (清靜散人) là nữ đệ tử duy nhất và là đệ tử cuối cùng của Vương Trùng Dương. Võ công của bà thấp nhất trong số 7 người nên được Vương Trùng Dương trao cho thanh kiếm trấn phái của Toàn Chân giáo cho bà. Thông tin của bà trong tiểu thuyết cũng giống như trong lịch sử, bà là vợ của Mã Ngọc trước khi xuất gia.

### Doãn Chí Bình
Doãn Chí Bình (尹志平) đạo hiệu là Thanh Hoà Tử (清和子) là đệ tử tâm đắc của Trường Xuân Tử Khưu Xứ Cơ. Từ nhỏ, Doãn Chí Bình lớn lên ở Toàn Chân Giáo và là người có tư chất so với các đồng môn của mình. Là người theo lệnh sư phụ tới Mông Cổ để nhắc nhở Quách Tĩnh về ván cược giữa sư phụ với Giang Nam thất quái, cuộc tỉ võ với Dương Khang tại lầu Yên Vũ (phủ Gia Hưng). Nhân vật này còn xuất hiện nhiều trong bộ tiểu thuyết Thần điêu hiệp lữ.

### Trình Dao Gia
Trình Dao Gia (程瑤迦) có bản dịch là Trình Dao Già hay Trình Dao Ca là nữ đệ tử đắc ý của Thanh Tịnh Tản Nhân Tôn Bất Nhị. Cô là con gái cả của Trình gia ở Bảo Ứng nên còn được gọi là Trình đại tiểu thư (程大小姐). Cô bị Âu Dương Khắc bắt làm nhục nhưng được Quách Tĩnh và Hoàng Dung cứu. Cô thích Lục Quán Anh ngay từ cái nhìn đầu tiên trong một lần cùng sư phụ và sư huynh Doãn Chí Bình đi làm nhiệm vụ. Cô cuối cùng đã lấy Lục Quán Anh với sự mai mối của Hoàng Dược Sư.
- Trong phim:

Trần Tú Châu (1983) Trạch Ngọc Nương (1988),
Nhâm Viên Viện (2003),
Tuỳ Vũ Mông (2017),

## Cái Bang

### Lỗ Hữu Cước
Lỗ Hữu Cước (魯有腳) là người của Cái Bang, nhân vật này được nhắc đến trong tác phẩm Anh hùng xạ điêu và Thần điêu hiệp lữ. Lỗ Hữu Cước thuộc nhóm 4 "trưởng lão" của Cái Bang - chỉ nhóm người có võ công cao cường, xếp sau bang chủ, có uy tín và ảnh hưởng trong môn phái. Ông là người có tính tình thẳng thắn, yêu chuộng lẽ phải và có tinh thần ái quốc cao. Trong tác phẩm, ông luôn có thiện cảm và ủng hộ Hoàng Dung - từ khi còn là một cô gái nhỏ cho đến khi trở thành chưởng môn Cái Bang. Lỗ Hữu Cước về sau (trong tác phẩm Thần điêu hiệp lữ) được tiến cử lên làm bang chủ, kế nhiệm Hoàng Dung. Xét về võ công, thì ông võ công không cao lắm, nhưng bù lại là người đức độ, điềm đạm, uy tín. Về sau ông bị Hoắc Đô dùng mưu giết hại.

### Trưởng lão Cái Bang
- Bành trưởng lão (彭長老) là một trong 4 trưởng lão cái bang và là người đứng đầu phe áo sạch. Ông là một kẻ phản bội nham hiểm, giỏi suy xét và có dã tâm, một tên dâm đãng luôn thèm khát Mục Niệm Từ. Khi "Bắc Cái" Hồng Thất Công trở thành bang chủ Cái Bang đã cố gắng dung hợp để giải quyết những mâu thuẫn cố hữu giữa phe áo sạch (净衣,"Tịnh Y") và phe áo dơ (污衣,"Ô Y"), trong khi cả hai phe công khai giao chiến với nhau. Khi hai bên khai chiến, Hồng Thất Công thường ở vị trí trung lập để giải quyết mâu thuẫn. Khi Hoàng Dung trở thành Tân Bang Chủ, đã loại bỏ Bành trưởng lão khỏi chức vụ của mình và ông bắt đầu không hài lòng với Cái Bang. Cùng với sự ép buộc và dụ dỗ của Hoàn Nhan Khang (Dương Khang), ông và Dương Khang đã cấu kết với nhau để âm mưu hãm hại Quách Tĩnh và Hoàng Dung, thậm chí muốn chiếm lấy vị trí bang chủ Cái Bang. Nói chung, Bành trưởng lão là một kẻ hợm hĩnh. Cuối tiểu thuyết, khi ông đang có dâm ý với Mục Niệm Từ thì bị đôi điêu của Quách Tĩnh tấn công và mổ vào đầu, phải chạy vô bụi gai, không rõ sống chết.
- Giản trưởng lão (簡長老) là một trong 4 trưởng lão Cái Bang nổi tiếng với môn công phu Phong Ma Trượng Pháp, khi thi triển như Lỗ Trí Thâm - một trong 108 anh hùng Lương Sơn Bạc giáng thế, cương mãnh vô cùng. Ông đã dùng công phu này để đấu với Hoàng Dung. Tuy vậy, môn công phu này không thể bằng Đả Cẩu Bổng Pháp. Ông còn xuất hiện trong Thần điêu hiệp lữ, Đại hội anh hùng bầu ra Tân bang chủ nơi Dương Quá tặng 3 món quà cho Quách Tương.
- Lương trưởng lão (梁長老) là một trong 4 trưởng lão Cái Bang. Ông là một người có tính khí hung bạo. Ban đầu ông không tin Hoàng Dung là đệ tử của Hồng Thất Công và còn tự nhận là được truyền lại chức bang chủ Cái Bang. Sau trận đấu, ông lại thấy Hoàng Dung sử dụng nhiều môn võ công bí truyền của Hồng Thất Công và đã tin tưởng Hoàng Dung. Về sau ông bị ốm nằm liệt giường nhiều năm nên ít xuất hiện trong các sự kiện lớn của Cái Bang.

### Lê Sinh
Lê Sinh (黎生) là một thành viên dũng cảm của Cái Bang còn được biết đến với cái tên "Xà vương Giang Đông" (江东蛇王). Anh chiến đấu với Âu Dương Khắc để giải cứu các nạn nhân nằm trong tay Âu Dương Khắc dù biết rằng mình không thể thắng được hắn. Quách Tĩnh và Hoàng Dung xuất hiện để giúp anh và anh nhận ra họ là học trò của Hồng Thất Công. Trước đây ông đã dạy anh chiêu Thần Long Bãi Vĩ trong Hàng Long Thập Bát Chưởng. Anh từ chối giết Quách Tĩnh và Hoàng Dung khi bị Dương Khang ra lệnh cho anh làm như vậy, và thay vào đó chọn cách tự sát.

### Dư Triệu Hưng
Dư Triệu Hưng (余兆興) là cháu ruột của Lê Sinh và cũng là một thành viên dũng cảm của Cái Bang. Anh cùng với Quách Tĩnh, Hoàng Dung, Hồng Thất Công và Lê Sinh giải cứu Trình Dao Gia và những người khác nằm trong tay Âu Dương Khắc. Cuối cùng tự tử với Lê Sinh tại hội nghị Nhạc Châu của Cái Bang vì cũng giống như Lê Sinh không muốn nghe lệnh của Dương Khang giết Quách Tĩnh và Hoàng Dung.

## Đảo Đào Hoa

### Phùng Hành
Phùng Hành (馮衡) có bản dịch là Phùng Hằng (冯姮) hay trong Võ Lâm ngũ bá, bà có tên là Phùng Hương Diệp (冯香曄). Bà được Hoàng Dược Sư âu yếm gọi với cái tên A Hành (阿蘅). Bà là vợ của Hoàng Dược Sư và là mẹ của Hoàng Dung. Bà là người có trí nhớ siêu phàm, chỉ nhìn qua một lần bà đã nhớ toàn bộ nội dung của cuốn Cửu Âm Chân Kinh. Về sau vì chuyên tâm chép lại Cửu Âm Chân Kinh cho chồng khiến sức khoẻ bà suy kiệt, bà đã mất khi vừa sinh Hoàng Dung.

### Đệ tử của Hoàng Dược Sư
- Khúc Linh Phong (曲灵风) còn được gọi là Khúc Tam (曲三) là đại đệ tử của Đào Hoa đảo, khinh công vô thượng, lại có tuyệt kĩ Phách Không Chưởng. Khi hai sư đệ-sư muội là Trần Huyền Phong và Mai Siêu Phong ăn trộm quyển hạ trong bộ Cửu âm chân kinh của sư phụ, Khúc Linh Phong cùng các sư đệ còn lại đều bị sư phụ đánh gãy chân và đuổi khỏi đảo Đào Hoa. Sau đó, Khúc Linh Phong đến Ngưu Gia Thôn mở quán rượu Khúc Tam Tửu Quán. Vì muốn quay lại sư môn với sư phụ nên đã nhiều lần lẻn vào cung cấm và lấy trộm rất nhiều bảo vật, cuối cùng dẫn đến cái chết. Mãi đến khi Quách Tĩnh và Hoàng Dung phát hiện, mới biết là do bị cao thủ nội cung đuổi giết, chết trong một mật thất của quán rượu Khúc Tam.
- Trần Huyền Phong (陳玄風) ngoại hiệu là Đồng Thi (铜尸) là nhị đệ tử của Đông Tà Hoàng Dược Sư, học được võ công mình đồng da sắt, đao thương bất nhập, đã cùng Mai Siêu Phong hợp thành Hắc Phong song sát làm cho giang hồ dậy sóng. Chỉ tiếc công phu chưa luyện xong, nên bị một tên tiểu tử (chính là Quách Tĩnh) dùng một dao đâm trúng huyệt đạo mà chết.
- Mai Siêu Phong (梅超風) ngoại hiệu là Thiết Thi (铁尸) là tam đệ tử của Đông Tà Hoàng Dược Sư. Từ nhỏ mồ côi cha mẹ, trong một lần tình cờ gặp được Hoàng Dược Sư, được ông thương tình đem về cưu mang ở đảo Đào Hoa và nhận làm đệ tử. Sau này cùng với Trần Huyền Phong hợp thành Hắc Phong song sát làm cho giang hồ dậy sóng. Trong lần đầu tiên gặp lại sư phụ tại Quy Vân trang ở Ngũ Hồ, Mai Siêu Phong đã xin Hoàng Dược Sư tha tội bỏ trốn khỏi sư môn. Hoàng Dược Sư yêu cầu Mai Siêu Phong phải hoàn thành ba việc trước khi quay lại Đào Hoa đảo để Hoàng Dược Sư cân nhắc, trong đó có việc phải tự hủy bỏ võ công đã lén học trong Cửu Âm chân kinh. Cuối cùng, trong lần thứ hai gặp lại sư phụ tại quán rượu Khúc Tam Tửu Quán ở Ngưu Gia thôn, Mai Siêu Phong đã đỡ đòn đánh lén của Âu Dương Phong cho sư phụ nên bị trọng thương rồi chết. Trước khi chết, Mai Siêu Phong đã được Hoàng Dược Sư tha tội.
- Lục Thừa Phong (陸乘風) còn được gọi là Ngũ Hồ Phế Nhân (五湖废人), là tứ đệ tử của Đào Hoa đảo, tinh thông kỳ môn độn giáp. Sau khi bị sư phụ đuổi khỏi đảo Đào Hoa, Lục Thừa Phong đã dựng một tòa Quy Vân Trang trên bờ Thái Hồ, kì diệu vô cùng, nhưng đã bị Tây Độc Âu Dương Phong dùng lửa đốt thành bình địa, từ đó bặt vô âm tín.
- Vũ Thiên Phong (武天风) có phiên bản gọi là Vũ Miên Phong (武眠风) hay Vũ Cang Phong (武罡风) là ngũ đệ tử của đảo Đào Hoa. Cuộc đời và tài năng của Vũ Thiên Phong không được đề cập đến nhiều. Sau khi bị Hoàng Dược Sư đuổi khỏi đảo không lâu thì chết.
- Phùng Mặc Phong (馮默風) còn được gọi là Phùng Thiết Tượng (冯铁匠) là đệ tử nhỏ tuổi nhất của đảo Đào Hoa và là đệ tử mà Hoàng Dược Sư thấy day dứt nhất vì là đệ tử ngoan ngoãn, nghe lời ông nhất. Sau khi bị sư phụ đuổi khỏi đảo Đào Hoa, Phùng Mặc Phong lánh đến nơi heo hút, mở lò rèn mưu sinh. Một hôm gặp được Trình Anh, biết được tin tức sư môn, Phùng Mặc Phong đã ra tay đánh đuổi Lý Mạc Sầu, bảo vệ bốn người Trình Anh, Lục Vô Song, Dương Quá và cô Ngốc. Sau đó tại thành Tương Dương, Phùng Mặc Phong đã chống chọi với Kim Luân pháp vương giúp Quách Tĩnh và Dương Quá thừa cơ chạy thoát, cuối cùng bị Kim Luân pháp vương giết chết.

### Cô Khờ
Cô Khờ tên thật là Khúc Sỏa Cô (曲傻姑) hay còn gọi là Khúc Cô (曲姑), là con gái của Khúc Linh Phong, vì chứng kiến cảnh cha bị chết thảm nên thần trí sinh ra điên điên khùng khùng. Lần đầu cô gặp Quách Tĩnh và Hoàng Dung là trong quán trọ ở Ngưu Gia thôn. Tuy khù khờ từ nhỏ nhưng đã học lén được vài chiêu của cha mình, sau được Hoàng Dược Sư đưa về đảo Đào Hoa. Cô Khờ học không nổi võ công của Hoàng Dược Sư nên ông suy nghĩ tạo ra 3 chiêu nhưng cũng giúp võ công của cô được cải thiện, thậm chí thuộc hàng cao thủ.
- Trong phim:

Trần Ngọc Vi (1976),
Trần An Doanh (1983),
Trần Khiết Nghi (1994),
Hoàng Hiểu Lôi (2003),
Vương Sa Sa (2008),
Hạ Tử Đồng (2017),

### Lục Quán Anh
Lục Quán Anh (陸冠英) là con trai của Lục Thừa Phong và là thiếu trang chủ của Quy Vân Trang (歸雲莊). Cha anh từ chối dạy võ thuật của đảo Đào Hoa cho anh mà không được sự cho phép của Hoàng Dược Sư, vì vậy anh bái Khô Mộc Đại Sư ở gần phủ Lâm An làm sư phụ. Võ công của anh tuy không mạnh bằng cha nhưng cũng không đến nỗi tệ. Anh kết hôn với Trình Dao Gia sau khi yêu cô ngay từ cái nhìn đầu tiên và Hoàng Dược Sư là người mai mối. Sau đó anh được Hoàng Dược Sư cho phép anh học võ thuật từ cha mình.
- Trong phim:

Trương Hồng Xương (1976),
Lý Long Ngâm (1988),
Hoàng Xung (2003),
Cung Chính Nam (2017),

## Âu Dương gia

### Âu Dương Khắc
Âu Dương Khắc (歐陽克) trong các bản thảo đầu tiên gọi là Âu Dương Vô Kỵ (歐陽無忌). Tuy gọi Âu Dương Phong là chú nhưng sự thật là con trai Âu Dương Phong, do Tây Độc tư thông với chị dâu mình sinh ra. Y rất được Âu Dương Phong yêu quý, học được võ công chân truyền của chú mình, trở thành thiếu trang chủ của Bạch Đà sơn trang (có bản dịch là Man Đà sơn trang).
Âu Dương Khắc phẩm hạnh thấp kém, háo sắc nhưng xét về trí tuệ thì cũng không phải hạng tầm thường và võ công rất cao, y thường bắt cóc những phụ nữ xinh đẹp như Trình Dao Gia (về sau lấy Lục Quán Anh) về để thỏa mãn mình. Âu Dương Khắc cũng là kẻ tự cao tự đại, sống ở Tây Vực, chưa từng tiếp xúc với các cao thủ võ lâm, Âu Dương Khắc thường tự cho mình là võ công thứ hai trong thiên hạ, chỉ xếp sau Âu Dương Phong.
Trong truyện Anh hùng xạ điêu, Âu Dương Khắc xuất hiện với tư cách khách mời của Triệu vương nước Kim, Hoàn Nhan Hồng Liệt, cùng đám Linh Trí Thượng Nhân, Sa Thông Thiên, Bành Liên Hổ âm mưu tiêu diệt anh hùng trong thiên hạ. Tại đây y gặp gỡ Hoàng Dung, thấy nàng xinh đẹp, đáng yêu, y lập tức theo đuổi, quyết tâm chiếm đoạt. Tuy vậy, do Hoàng Dung cơ trí hơn y rất nhiều lần nên Âu Dương Khắc không thể đạt được mục đích. Y cũng đã từng cùng chú mình đến đảo Đào Hoa để cầu hôn Hoàng Dung làm vợ chính thức nhưng thất bại trước Quách Tĩnh.
Cuối cùng khi dạt vào Áp Quỷ đảo cùng Hoàng Dung và Hồng Thất Công, y bị Hoàng Dung lập mưu cho đá đè gãy hai chân nhưng vẫn không để Âu Dương Phong biết vì muốn bảo vệ tính mạng của Hoàng Dung. Quay trở về Trung Nguyên, trong lúc trêu ghẹo Trình Dao Gia và Mục Niệm Từ, y sơ ý bị Dương Khang đâm chết vì Dương Khang có chủ đích vừa cứu lấy Mục Niệm Từ, vừa muốn trở thành truyền nhân duy nhất của Tây Độc.
- Trong Phim:

Lưu Giang (1976),
Hoàng Doãn Tài (1983),
Qua Vĩ Gia (1988),
Lâm Vĩ (1994),
Tu Khánh (2003),
Lý Giải (2008),
Lưu Trí Dương (2017),

## Đại Lý

### Đoàn Trí Hưng
Là một trong Ngũ Tuyệt với tuyệt kỹ gia truyền Nhất Dương Chỉ của hoàng gia Đại Lý, ông có võ công khiến 3 người còn lại của Ngũ Tuyệt kiêng nể nhưng cũng chưa đủ bản lĩnh để triệt phá hoàn toàn những kẻ như Âu Dương Phong. Vương Trùng Dương biết rằng nếu Nhất Dương Chỉ kết hợp với Tiên Thiên Công sẽ hoàn toàn có đủ bản lĩnh đó, bản thân ông biết mình lâm trọng bệnh khó mà sống lâu được, nên đã mượn danh "trao đổi võ học" để chu du xuống phương nam tìm gặp quốc vương Đoàn Nam Đế. Thực chất ông muốn truyền dạy tuyệt học Tiên Thiên Công cho Đoàn Trí Hưng, người duy nhất ông tin cậy, để đề phòng sau này ông mất đi thì trong tứ tuyệt vẫn có người khắc chế được Âu Dương Phong.
Trong chuyến đi đó, ông dẫn theo sư đệ Chu Bá Thông nhưng quản anh ta không nghiêm, nên đã xảy ra biến cố lớn, khiến Đoàn Trí Hưng ân hận mãi về sau.

### Anh Cô
Anh Cô (瑛姑) vốn tên thật là Lưu Anh (劉瑛), ngoại hiệu là Thần Toán Tử (神算子) là một quý phi trong cung Đoàn Hoàng gia, gặp gỡ và có tình cảm với Chu Bá Thông, sinh ra một đứa con. Nhưng Chu Bá Thông vì quá xấu hổ đã bỏ trốn, Lưu Anh một mình nuôi con. Đứa bé bị Cừu Thiên Nhận đánh một đòn chí tử nhằm ép Đoàn Trí Hưng hao tổn nội lực mới cứu được. Nhưng Đoàn Trí Hưng định cứu thì lại nhìn thấy chiếc khăn tay của Chu Bá Thông, ông từ chối không cứu vì ghen. Sau đó, ông hối hận đi tu nhưng vẫn còn rất yêu bà. Anh Cô đã hóa giải hiểu lầm, nối lại tình xưa với Chu Bá Thông, cùng nhau trấn giữ thành Tương Dương.

### Thiên Trúc thần tăng
Thiên Trúc đại sư (天竺神僧) pháp hiệu là Liệu Độc Thánh Thủ (了毒圣手), là nhà sư tới từ Thiên Trúc và là sư đệ của Nam Đế Đoàn Hoàng gia. Khi Anh Cô lừa trộn một viên thuốc độc vào đống "Cửu Hoa Ngọc Lộ Hoàn" của đảo Đào Hoa mà Hoàng Dung mang theo khiến Nam Đế bị trúng độc trong khi dùng Nhất Dương Chỉ cứu Hoàng Dung dù biết mình sẽ mất võ công trong 5 năm, ông là người ở bên cạnh giúp Nam Đế giải trừ độc. Ông cũng là người đã cùng với Nhất Đăng đại sư dịch cuốn Cửu Âm chân kinh từ tiếng Phạn ra tiếng Hán. Ông là bậc thầy trong việc trị bệnh, cứu người, đặc biệt là việc giải độc nên mới có hiệu là Liệu Độc Thánh Thủ.

### Ngư Tiều Canh Độc
Theo truyện Anh hùng xạ điêu, Ngư Tiều Canh Độc (渔樵耕读) vốn là bốn vị đại thần trong triều đình Đại Lý. Sau khi Nam Đế Đoàn Hoàng gia thoái vị đi tu lấy hiệu là Nhất Đăng đại sư, thì họ cũng từ quan đi theo ông, bái ông làm sư phụ.
- Trử Đông Sơn (褚東山) ngoại hiệu là Điểm Thương Ngư Ẩn (點蒼漁隱) cải trang thành người đánh cá, xưa ông là Thủy Quân Đô Đốc của triều đình Đại Lý.
- Trương Thiếu Thủ (張少守) cải trang thành người tiều phu, xưa ông là Đại Tướng Quân của triều đình Đại Lý.
- Võ Tam Thông (武三通) cải trang thành người nông phu, xưa ông là Tổng Quản Ngự Lâm Quân của triều đình Đại Lý.
- Chu Tử Liễu (朱子柳) cải trang thành người thư sinh, xưa ông là Đại Thừa Tướng của triều đình Đại Lý.

## Thiết Chưởng Bang

### Tư Đồ Kiếm Nam
Tư Đồ Kiếm Nam (司徒劍南) là bang chủ đời thứ 12 của Thiết Chưởng Bang. Ông là một người trung nghĩa anh hùng, tận trung báo quốc. Ông dạy võ và đức cho Thượng Quan Kiếm Nam, về sau giao lại chức bang chủ cho đệ tử của mình. Nhân vật này được nhắc tới bởi Hồng Thất Công khi muốn vạch ra tội ác của Cừu Thiên Nhận. Trong khi các bang chủ đời trước của Thiết Chưởng Bang đều là những người trung nghĩa thì Cừu Thiên Nhận lại là kẻ độc ác, liên minh với Kim bán rẻ đất nước khiến hắn hối cải và bái Nhất Đăng đại sư, lấy pháp hiệu là Từ Ân.

### Thượng Quan Kiếm Nam
Thượng Quan Kiếm Nam (上官劍南) là bang chủ đời thứ 13 của Thiết Chưởng Bang. Ông từng được gia đình Cừu Thiên Nhận cứu nên nhận làm đệ tử và ra sức truyền thụ toàn bộ võ nghệ. Cừu Thiên Nhận đến năm hai mươi bốn tuổi thì công phu dần dần có triển vọng hơn sư phụ, năm sau Thượng Quan bang chủ qua đời, lúc lâm chung giao quyền bang chủ Thiết chưởng bang lại cho y. Thượng Quan bang chủ giữ lòng trung nghĩa, có chí khôi phục giang sơn, Cừu Thiên Nhận lại một lòng một dạ rèn luyện võ công, võ công càng luyện càng cao, cái tên Thiết chưởng thủy thượng phiêu lừng lẫy trên giang hồ.

### Cừu Thiên Trượng
Cừu Thiên Trượng và Cừu Thiên Nhận là anh em sinh đôi, hai người lúc nhỏ tính tình dung mạo hoàn toàn không có gì khác nhau. Đến năm mười ba tuổi, Cừu Thiên Nhận vô tình cứu được bang chủ Thiết chưởng bang Thượng Quan Kiếm Nam. Thượng Quan bang chủ nhớ ơn muốn báo đáp, dốc hết võ công của mình ra dạy cho y. Cừu Thiên Nhận đến năm hai mươi bốn tuổi thì công phu dần dần có triển vọng hơn sư phụ, năm sau Thượng Quan bang chủ qua đời, lúc lâm chung giao quyền bang chủ Thiết chưởng bang lại cho y.
Thượng Quan bang chủ giữ lòng trung nghĩa, có chí khôi phục giang sơn, Cừu Thiên Nhận lại một lòng một dạ rèn luyện võ công, võ công càng luyện càng cao, cái tên Thiết chưởng thủy thượng phiêu lừng lẫy trên giang hồ. Năm xưa luận kiếm ở Hoa sơn,  Vương Trùng Dương từng mời y tham dự. Cừu Thiên Nhận vì Thiết chưởng thần công chưa thành tựu hoàn toàn, tự biết không phải là địch thủ của Vương Trùng Dương nên từ chối không dự, hơn mười năm nay ẩn cư trên núi Thiết Chưởng, đóng cửa khổ luyện, có ý chờ đến dịp luận kiếm ở Hoa sơn lần thứ hai sẽ đoạt danh hiệu Thiên hạ đệ nhất võ công.
Lúc ấy hai anh em tính tình đã hoàn toàn khác nhau, một người võ nghệ ngày càng tăng tiến, một người thì thẹn không bằng, càng ngày càng thích giở trò bịp người. Một người ẩn cư trong núi sâu, một người thừa cơ mạo nhận tên anh em ra ngoài khoe khoang. sau này Cừu Thiên Trượng chết do lúc bị em mình và thiết trưởng bang phát hiện, hiểu nhầm ý của em mình nên Cừu Thiên Trượng đã chạy trốn cùng Quách Tỉnh và Hoàng Dung, vì nội lực kém nên y đã sơ ý, đập đầu vào đá mà chết

### Nha Sao Công
Nha Sao Công (哑艄公) là một nhân vật trong Thiết Chưởng bang xuất hiện rất ít trong tác phẩm Anh hùng xạ điêu nên có rất ít thông tin về nhân vật này.

### Trại chủ Thiết Chưởng bang
- Kiều trại chủ (喬寨主) là một trại chủ của Thiết Chưởng bang.
- Hạ trại chủ (賀寨主) là một trại chủ của Thiết Chưởng bang.
- Thạch trại chủ (石寨主) là một trại chủ của Thiết Chưởng bang.

## Nam Tống

### Hoàng Thường
Hoàng Thường (黃裳) vốn là Lễ bộ thượng thư trong triều dưới thời đại vua Huy Tông triều Tống với trình độ uyên thâm, lại có cơ hội tiếp xúc nhiều với các tướng lĩnh, nhân sĩ võ công cao cường. Theo lời kể của Lão Ngoan đồng, người viết nên Cửu Âm Chân Kinh là Hoàng Thường mà nguyên nhân sâu xa là từ những thù oán của Hoàng Thường với giới võ lâm. Hoàng Thường đạt được cảnh giới cao nhất của Cửu Âm Chân Kinh là Cửu Âm Quy Nguyên. Khi đại thành, vào lúc âm khí thịnh nhất, vị học giả này đã phi thân thành tiên.
Ông theo lệnh của hoàng đế thu thập hết sách của Đạo gia 5481 quyển viết thành bộ sách Vạn thọ Đạo tàng (theo lời Chu Bá Thông thì việc này diễn ra vào năm Chính Hòa thứ năm, vua Huy Tông). Nhờ trí thông minh và kiên trì, Hoàng Thường đã học được toàn bộ các bí kíp võ học Đạo gia và trở thành một cao thủ võ lâm. Sau đó, theo lệnh của Huy Tông hoàng đế, Hoàng Thường dẫn quân đến tiêu diệt Minh Giáo, do lính triều đình quá kém cỏi nên quân của Hoàng Thường bị đại bại, nhưng ông cũng giết được một vài cao thủ và sứ giả của Minh Giáo. Sau đó Hoàng Thường bị người thân của các cao thủ mà ông đã giết cùng lúc kéo đến hỏi tội, Hoàng Thường giết được vài người, nhưng do kẻ thù quá đông ông không chống nổi, kết quả là cả nhà Hoàng Thường bị sát hại, chỉ một mình Hoàng Thường thoát nạn chạy lên núi ẩn náu quyết rèn luyện võ công cao cường để trả thù.
Ông nghiên cứu 384 bác trong 64 quẻ gồm 192 bác Âm và 192 bác Dương, ông kết hợp tạo thành bộ võ học vang danh này. Sau một thời gian dài tu luyện và ngộ được đạo lý võ học, Hoàng Thường xuống núi với ý định trả thù nhưng ông nhận ra tất cả các đối thủ đều đã chết hết, thậm chí con cái đối thủ cũng đã già nua, Hoàng Thường hết ý định trả thù, nhưng tiếc những kiến thức võ học Đạo gia mà mình học được, ông viết thành bộ Cửu âm chân kinh gồm 2 quyển:
- Quyển thượng bao gồm đạo lý thâm ảo của Đạo gia từ đó đúc kết thành bí kíp rèn luyện nội công căn bản, tiêu biểu đoạn mở đầu trong quyển Thượng có câu "Đạo của trời là cắt cái có thừa bù vào chỗ không đủ, cho nên hư có thể thắng thực, không đủ có thể thắng có thừa" lấy ý "Đạo trời lấy chỗ thừa mà đắp vào chỗ thiếu hụt" từ Đạo Đức Kinh của Lão Tử.
- Quyển hạ gồm các chiêu thức khắc địch và bảo vệ thân thể.

Sau khi Hoàng Thường qua đời, Cửu âm chân kinh lưu lạc trong nhân gian khiến giới võ lâm tranh đoạt và gây ra sự chém giết để giành lấy bí kíp này.

### Đoàn Thiên Đức
Đoàn Thiên Đức (段天德) họ Đoàn tên Thiên Đức là chữ trong câu "Thượng thiên hữu hiếu sinh chi đức" (Trời cao có đức hiếu sinh). Đoàn Thiên Đức vốn là Chỉ Huy Sứ của Đại Tống nhưng lại bị Hoàn Nhan Hồng Liệt mua chuộc, tấn công thôn Ngưu Gia nơi Dương Thiết Tâm và Quách Khiếu Thiên ở nhằm giả vờ cứu và đoạt lấy Bao Tích Nhược. Về sau bị Quách Tĩnh phát hiện, bị gia nhân trong Quy Vân trang bắt giữ và bị Dương Khang đánh vỡ sọ chết.

### Lữ Văn Đức
Lữ Văn Đức (呂文德) là An Phủ Sứ, quan trấn giữ thành Tương Dương, nơi có ý nghĩa sống còn với Đại Tống bởi nếu bị hạ tại đây, Đại Tống sẽ không thể chống đỡ được. Khi Quách Tĩnh và Hoàng Dung lẻn vào phủ thì Lữ Văn Đức vẫn còn đang ôm thê thiếp, nghe ca hát nhảy múa mà không biết quân Mông Cổ đang tràn tới tấn công. Hắn nghe lời cảnh báo nhưng không tin vì cho rằng Nam Tống và Mông Cổ vẫn đang trong thời gian hoà ước cùng nhau đánh Kim, Mông Cổ sẽ không tiến tới tấn công. Cho đến khi Mông Cổ sát hại người dân ngoại thành Tương Dương, họ mới chạy vào trong thành nhưng bị Lữ Văn Đức yêu cầu hạ cổng thành, không cho nạn dân vào thành vì để bảo vệ tính mạng bản thân. Bị Quách Tĩnh bắt ép, hắn mới ra lệnh mở cổng thành cho nạn dân vào, Quách Tĩnh dẫn quân ra chặn quân Mông Cổ để toàn bộ nạn dân có thể vào bên trong thành an toàn rồi mới hạ cổng thành. Sau khi Quách Tĩnh tạm đẩy lui được quân Mông Cổ, biết chúng sẽ còn quay lại, Lữ Văn Đức chuẩn bị tư trang hành lý rời thành Tương Dương đến Lâm An lánh nạn, bỏ mặc những người dân vô tội trong thành.

### Những viên quan khác
- Thạch Ngạn Minh (石彦明) là Ngự tiền thị vệ bảo vệ hoàng cung tại Lâm An. Anh và Khúc Linh Phong đuổi giết lẫn nhau, cuối cùng chết cùng nhau tại một mật thất. Bộ hài cốt của anh được phát hiện sau nhiều năm bởi Quách Tĩnh và Hoàng Dung.
- Vương Đạo Càn (王道乾) là Binh bộ thượng thư trong triều dưới thời đại vua Huy Tông triều Tống. Ông bị Khưu Xứ Cơ giết chết sau khi bị phát hiện đang cố gắng trao đổi bí mật quốc gia với Hoàn Nhan Hồng Liệt.
- Hàn Thác Trụ (韓侂冑) là Tể tướng trong triều dưới thời đại vua Huy Tông triều Tống. Là một tên gian thần bán nước hại dân.
- Sử Di Viễn (史彌遠) là Hữu Thừa tướng trong triều dưới thời đại vua Huy Tông triều Tống. Là một tên gian thần bán nước hại dân.
- Cái Vận Thông (蓋運聰) là tri phủ của phủ Gia Hưng.
- Khương Văn (姜文) là huyện lệnh của huyện Tú Thủy.

## Tiên Hà phái

### Khô Mộc Đại Sư
Khô Mộc Đại Sư (枯木大師) là trụ trì của Vân Thê Tự (雲棲寺) và là một thành viên của Tiên Hà phái (仙霞派). Ông là chú của Đoàn Thiên Đức và sư phụ của Lục Quán Anh. Ông bị Đoàn Thiên Đức lừa rằng Khâu Xứ Cơ là kẻ giết người đang nhắm vào y. Ông tin vào cháu mình và nhờ sự giúp đỡ của Giang Nam thất quái để chiến đấu với Khâu Xứ Cơ, kết quả là gây ra một sự hiểu lầm to lớn.

### Tiêu Mộc Đại Sư
Tiêu Mộc Đại Sư (焦木大师) là sư đệ của Khô Mộc Đại Sư và là bạn tốt của Giang Nam thất quái. Khi mẹ con Lý Bình bị Đoàn Thiên Đức bắt giữ tới chùa Vân Thê nhờ sự giúp đỡ vì bị Khưu Xứ Cơ truy đuổi, ông đã cùng Giang Nam thất quái giao chiến với Trường Xuân Tử. Đến khi cả hai đều bị thương nặng, ông mới biết mình bị lừa nhưng tất cả chỉ đành bất lực nhìn Đoàn Thiên Đức dắt mẹ con Lý Bình đi mất. Cuối cùng ông chấp nhận tự sát để Giang Nam thất quái ngừng giao chiến và tập trung vào việc cứu mẹ con Lý Bình.

## Khác
- Kha Tịch Tà (柯辟邪) ngoại hiệu là Phi Thiên Thần Long (飞天神龙), là anh trai của Phi thiên biển bức Kha Trấn Ác. Trước đây hai anh em giao chiến với vợ chồng Hắc phong song sát Trần Huyền Phong, Mai Siêu Phong. Hai người địch không lại đôi vợ chồng này. Kha Tịch Tà bị giết còn Kha Trấn Ác bị đánh mù mắt.
- Ma Ha Mạt (摩訶末) là quốc vương của Hoa Lạt Tử Mô (có bản dịch là Hoa Thích Tử Mô) (花剌子模). Ông đã hiệp ước với Hoàn Nhan Hồng Liệt của nhà Kim để chống lại Mông Cổ dựa vào thành Tán Ma Nhĩ Hãn lưng dựa núi tuyết, cổng thành trơn dựng đứng khiến quân lính Mông Cổ thương vong vô số vẫn không thể tấn công vào trong thành. Cuối cùng nhờ Hoàng Dung dùng đùi dê gắn vào núi làm bậc thang giúp Quách Tĩnh xâm nhập thành công vào bên trong. Về sau vì phẫn uất do mất nước vào tay Mông Cổ nên ông lâm bệnh nặng rồi chết.
- Thang Tổ Đức (湯祖德) là đội trưởng đội thân binh bảo vệ Triệu vương phủ và là người dạy võ cho Dương Khang lúc Dương Khang còn bé.
- Vương Ngạn Chương (王彥章) thường được gọi là "Vương thiết thương", là danh tướng nhà Hậu Lương thời Ngũ đại Thập quốc trong lịch sử Trung Quốc. Ở phủ Gia Hưng có miếu "Vương thiết thương" với bức tượng điêu khắc ông đang cầm cây thương sắt nhằm tưởng nhớ Vương Ngạn Chương. Miếu này là nơi Giang Nam thất quái khi còn nhỏ vẫn hay đến chơi, thường dùng cây thương để chơi trò kéo co. Đây cũng là nơi Dương Khang đánh Hoàng Dung nhưng chết vì bị dính xà độc trên tấm nhuyễn vị giáp mà Hoàng Dung mặc.
- Giản quản gia (簡管家) là quản gia trong Triệu vương phủ của Hoàn Nhan Hồng Liệt. Cánh tay phải của ông bị Hoàng Dung đánh gãy.
- Trương Thập Ngũ (張十五) là người kể chuyện ở đầu cuốn tiểu thuyết về việc Diệp Tam thư bị toán quân Kim bắt về phục vụ quan lại nhà Kim nhưng quyết định tự sát để bảo toàn khí tiết.